# درع المجتمع الإنجليزي 2010
درع الاتحاد الإنجليزي 2010 (بالإنجليزية: 2010 FA Community Shield)‏ هو الموسم 88 من  درع الاتحاد الإنجليزي. أقيم بتاريخ 8 أغسطس 2010، والذي يشرف على تنظيمه الاتحاد الإنجليزي لكرة القدم، وفاز فيه مانشستر يونايتد.

## نتائج الموسم
| المركز | فريق   | لعب | ف | ت | خ | له | عليه | ف.أ | نقاط | ملاحظة |
| ------ | ------ | --- | - | - | - | -- | ---- | --- | ---- | ------ |
|        | تشيلسي |     |   |   |   |    |      |     |      |        |